# Flughafen Surat

i8
i11
i13
Der Flughafen Surat (englisch Surat Airport, IATA-Code: STV, ICAO-Code: VASU) ist ein überwiegend national genutzter Flughafen etwa 14 km (Fahrtstrecke) südwestlich des Stadtzentrums der Millionenstadt Surat im nordwestindischen Bundesstaat Gujarat.

## Geschichte
Der Flughafen wurde in den 1970er Jahren gebaut und eröffnet; die ursprüngliche Länge der Start- und Landebahn betrug seinerzeit nur ca. 1400 m; in den Jahren 2015 bis 2017 wurde sie auf ihre heutige Länge von 2905 m erweitert. Das im Jahr 2009 fertiggestellte Terminalgebäude soll bis zum Jahr 2022 vergrößert werden.

## Flugverbindungen
Derzeit bestehen z. T. mehrmals tägliche nationale Verbindungen zu den Städten Delhi, Goa, Jaipur, Bangalore, Kalkutta und Hyderabad, aber auch andere Flugziele wie Indore und Bhopal werden angeflogen. Der internationale Flüge gehen nach Dubai, Bangkok und Schardscha.

## Sonstiges
- Betreiber des Flughafens ist die Airports Authority of India.
- Die Start- und Landebahn hat eine Länge von ca. 2905 m.